# Campylium subdecursivulum
Campylium subdecursivulum är en bladmossart som beskrevs av Kindberg 1897. Campylium subdecursivulum ingår i släktet spärrmossor, och familjen Amblystegiaceae. Inga underarter finns listade i Catalogue of Life.